# Стоунволлский национальный памятник
Стоунволлский национальный памятник (англ. Stonewall National Monument) — первый национальный памятник США, посвященный правам и истории ЛГБТ. Статус присвоен президентом Бараком Обамой 24 июня 2016 года. Располагается в районе Вест-Виллидж на Манхэттене в Нью-Йорке. Занимает площадь в 3,1 гектара. Памятник включает парк на Кристофер-стрит площадью в 0,077 гектаров и квартал на пересечении улиц Кристофер-стрит и Седьмой авеню. Через дорогу от парка находится гей-бар Стоунволл-инн, место с которого 28 июня 1969 года началось Стоунволлское восстание, положившее начало современному движению за права ЛГБТ в США.

## Ранняя история
Первоначально на территории Стоунволлского национального парка находилась табачная ферма, которую в 1633 году основал генерал-губернатор Новых Нидерландов Ваутер ван Твиллер. В 1638 году ферму разделили на три части. Фермы Троицкой церкви и Элберта Херринга находились в южной части бывшей фермы Твиллера, а ферма Питера Уоррена — в северной части.
В 1789—1829 годах фермы на Кристофер-стрит были разделены на небольшие участки и застроены зданиями, которые заселили многочисленные эмигранты в начале XIX века. Из-за необычной уличной сетки в Гринвич-Виллидж, генеральный план Манхэттена, принятый в 1811 году, не вписался в существовавшую планировку. В итоге появилось несколько городских блоков с наклонными углами, а также много треугольных уличных блоков. В 1835 году Великий пожар нанёс серьёзный ущерб постройкам в квартале. На освободившемся небольшом треугольнике земли, ограниченном улицами Кристофер-стрит, Гроув-стирт и 4-й улицей городские власти решили разбить парк. Новый парк на Кристофер-стрит, спроектированный архитекторами Калвертом Воксом и Сэмюэлем Парсонсом-младшим , был открыт в 1837 году. В 1843 году, напротив парка, был построен Стоунволл-инн, в котором тогда размещались конюшни.
Расширение Седьмой авеню на юг и строительство линии Нью-Йоркского метро разделило район на две части. К 1940-м годам люди стали покидать этот квартал, и его состояние несколько ухудшилось. В 1950-х годах ситуация снова изменилась. В Гринвич-Виллидж стали селиться представители поколения битников. С 1930 по 1966 год в здании Стунволл-инн размещалась гостиница с рестораном.

## Во время восстания
В 1950-х годах при гостинице Стоунволл-инн был открыт бар. В 1966 году в нём случился пожар. Здание было снова открыто для посетителей 18 марта 1967 года, но уже как гей-бар. Помещение находилось в собственности семьи Дженовезе, принадлежавшей к преступной группировке коза ностра. В баре нарушались правила продажи спиртных напитков, поскольку у её владельцев не было лицензии на торговлю алкогольной продукцией, но один сотрудник полицейского управления Нью-Йорка, как сообщается, раз в месяц брал взятки и «не замечал» нарушения правил торговли.
27 июня 1969 года полиция Нью-Йорка провела рейд на гостиницу, которая теперь функционировала как гей-бар. Полицейские действовали жестоко и спровоцировали волнения, когда тысячи представителей ЛГБТ-сообщества выступили против полицейского произвола. Беспорядки укрепили за Стоунволл-инн репутацию места, связанного с гомосексуалами. Утром в первый день после Стоунволлского восстания в парке на Кристофер-стрит собрались люди, возмущённые поведением местных властей.

## Поздние годы
В 1970-х годах парк стал приходить в упадок. С целью его восстановления было основано Общество друзей парка на Кристофер-стрит, которое состояло исключительно из добровольцев, проживавших, главным образом, на прилегающих к парку улицах. Члены этого общества следили за его содержанием. В 1983 году Департамент парков и мест отдыха Нью-Йорка запустил трёхлетний проект стоимостью в сто тридцать тысяч долларов США по восстановлению парка на Кристофер-стрит в его первоначальном виде. Архитектор Филип Уинслоу установил в нём новое травяное покрытие, заменил скамейки, дорожки, светильники и ворота.
В 1992 году в парке была установлена монументальная композиция Джорджа Сигала «Освобождение гомосексуалов», представляющая собой почти идентичную копию композиции в Стэнфордском университете. Памятник состоит из четырех белых статуй (двух стоящих мужчин и двух сидящих женщин) в «естественных, легких» позах. Не связанными с историей ЛГБТ памятниками в парке являются два монумента 1936 года, посвященные участникам гражданской войны в США — столб в честь «Огненных пехотинцев» и бронзовая статуя генерала Филиппа Шеридана. Парк окружен забором конца XIX века. Расположенный напротив парка Стоунволл-инн с 1969 по 1990 год неоднократно менял владельцев, пока последние владельцы снова не открыли в нём гей-бар.

## Статус

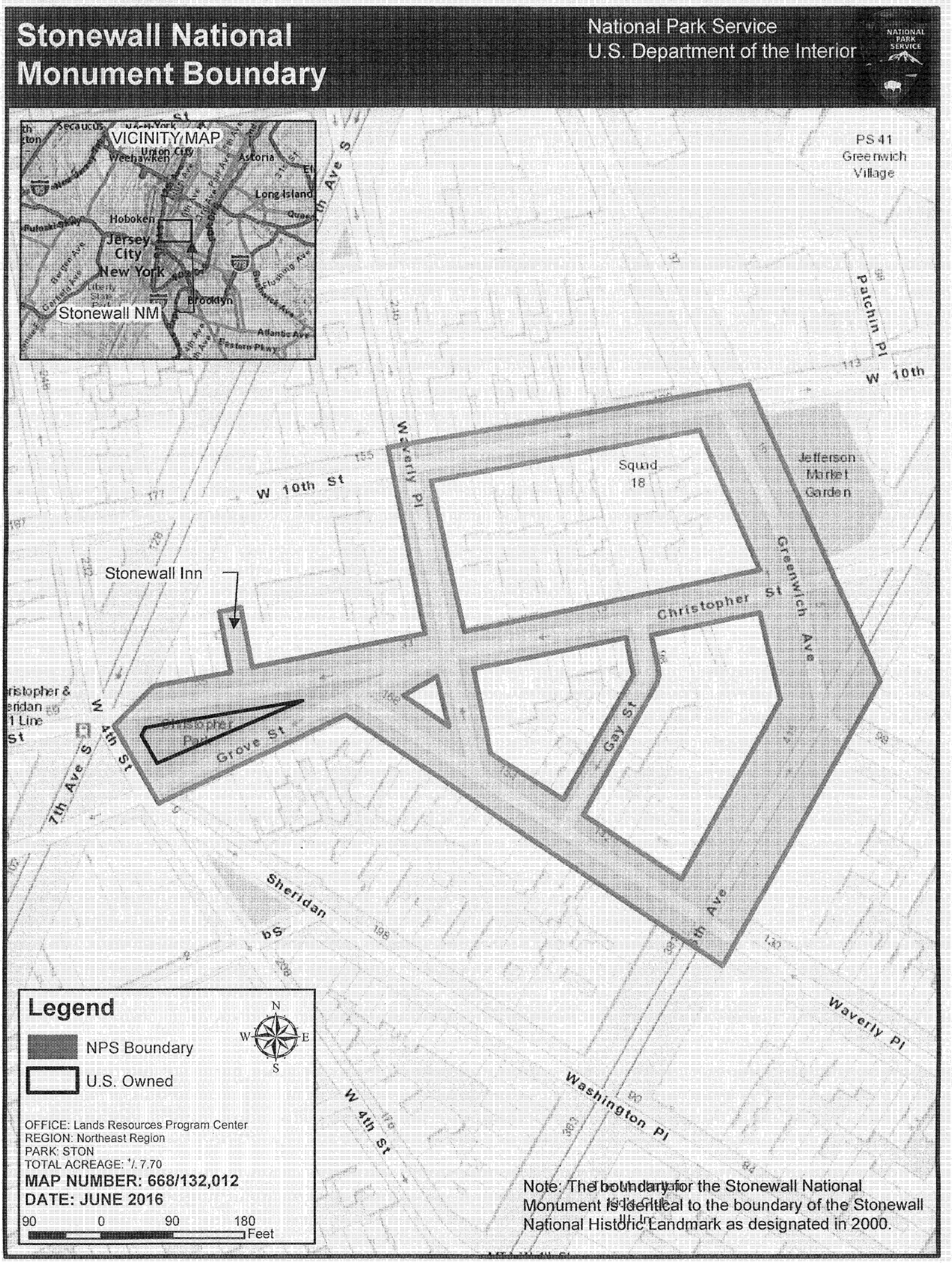
Границы Стоунволлского национального памятника

В 1999 году Дэвид Картер, Эндрю Долкарт, Гейл Харрис и Джей Шокли провели исследование и написали отчет для Национального реестра исторических мест США по Стоунволлу, который был официально спонсирован Обществом исторического наследия Гринвич-Виллидж. Список был представлен 29 июня 1999 года и включал в себя здание Стоунволл-инн, парк на Кристофер-стрит и близлежащие улицы. Список шёл под первым номером из более чем семидесяти тысяч списков, посвященных памятным местам ЛГБТ-сообщества в США и представленных для регистрации в Национальный реестр. 16 февраля 2000 года территория, обозначенная в списке, была объявлена Национальной исторической достопримечательностью.
23 июня 2015 года Стоунволл-инн получил статус достопримечательности Нью — Йорка и стал первым городским объектом, значимым для истории ЛГБТ, с таким статусом. Вскоре, по просьбе жителей Гринвич-Виллидж, несколько членов районного совета Манхэттена обратились в Службу национальных парков (NPS), которая курирует Национальные памятники, с запросом на присвоение гей-бару Стоунволл-инн и прилегающему к нему парку на Кристофер-стрит статуса национального памятника. Общество исторического наследия Гринвич-Виллидж также поддержало этот запрос. В 2016 году Траст по общественной земле помог городу Нью-Йорку подготовить собственность к передаче и провёл работы, подготовив Стонуолл-инн и парк на Кристофер-стрит к присвоению статуса .
24 июня 2016 года президент Барак Обама официально присвоил проекту статус национального памятника, сделав его первым национальным памятником США, посвящённым истории ЛГБТ. На церемонии открытия присутствовали мэр Нью-Йорка Билл де Блазио, сенатор Кирстен Гиллибранд, министр внутренних дел Салли Джуэлл и владельцы Стоунволл-инн. Статус национального памятника распространяется на территорию площадью в 3,1 гектара, которая включает в себя Стоунволл-инн, парк на Кристофер-стрит и квартал Кристофер-стрит, граничащий с парком. Фонд национального парка сформировал новую некоммерческую организацию, чтобы собрать два миллиона долларов США для рейнджерской станции, центра для посетителей, общественных мероприятий и интерпретирующих экспонатов для Стоунволлского национального памятника . В октябре 2017 года на памятнике был поднят радужный флаг ЛГБТ, что сделало его первым официально поддерживаемым флагом ЛГБТ на федеральном памятнике.